# Conduzione ossea

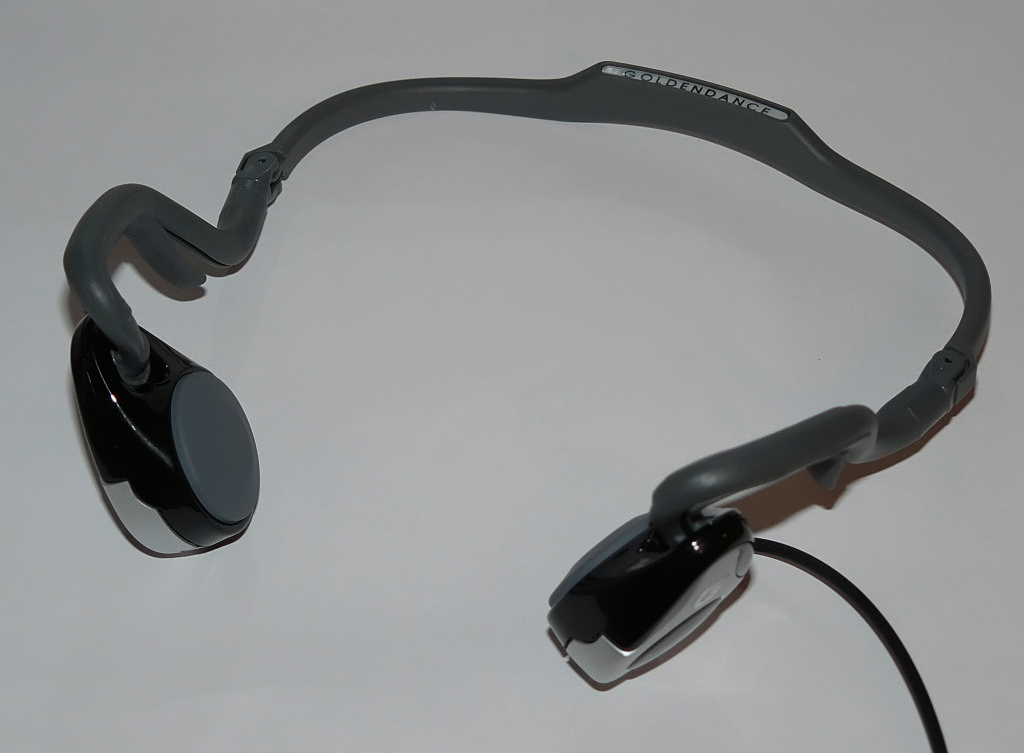
Cuffia stereofonica commerciale funzionante a conduzione ossea. I due auricolari vanno posizionati leggermente davanti alle orecchie.

La conduzione ossea è la conduzione del suono all'orecchio interno attraverso le ossa del cranio.
La conduzione ossea è uno dei motivi per cui la voce di una persona ha un suono diverso rispetto a quando è registrata e riprodotta da un dispositivo. Poiché il cranio trasmette basse frequenze meglio dell'aria, si tende a percepire la propria voce più bassa e intensa di quanto facciano gli altri, e per lo stesso motivo la registrazione della propria voce ha un suono più alto di quello che si è abituati a sentire.
Alcuni apparecchi acustici integrano la conduzione ossea, ottenendo un risultato equivalente a quello che si sentirebbe direttamente con le orecchie. Gli auricolari sono ergonomicamente posizionati fra la tempia e la guancia e il trasduttore elettromeccanico, che converte i segnali elettrici in vibrazioni meccaniche, trasmette il suono all'orecchio interno attraverso le ossa del cranio. Analogamente, un microfono può essere utilizzato per registrare suoni pronunciati tramite conduzione ossea. La prima descrizione, nel 1923, di un apparecchio a conduzione ossea è stata "Osophone" di Hugo Gernsback.
I prodotti a conduzione ossea sono solitamente classificati in tre gruppi:
- prodotti ordinari come auricolari vivavoce o cuffie;
- apparecchi acustici e dispositivi di ascolto assistito;
- prodotti di comunicazione specializzati (per esempio per ambienti subacquei e ad alto rumore).

## Vantaggi
I prodotti a conduzione ossea hanno i seguenti vantaggi rispetto alle cuffie tradizionali:
- non bloccano suoni esterni;
- mantengono la chiarezza del suono in ambienti molto rumorosi;
- possono essere usati con la protezione acustica.

## Svantaggi
Ci sono alcuni svantaggi:
- il crosstalk tra i canali stereo (l'effetto non è rilevante per la localizzazione spaziale delle sorgenti sonore);
- alcune implementazioni richiedono più potenza delle cuffie;
- viene ridotta la larghezza di banda della risposta in frequenza.